# Tagghuvad lövgroda
Tagghuvad lövgroda (Triprion spinosus) är en groda som tillhör familjen lövgrodor och finns i Latinamerika.

## Taxonomi
Arten fördes tidigare till släktet Anotheca, men förs numera till släktet Triprion. Artepitetet har därför ändrats till spinosus (från spinosa) på grund av latinska grammatikaliska regler.

## Utseende
Grodan har ett mycket karakteristiskt utseende med spetsiga benutskott på huvudet hos de fullvuxna individerna. Färgen är brunaktig med mörkare bruna fält upptill; sidorna har vita markeringar, medan buken är svart. Trumhinnan är stor och tydligt framträdande. Hanen blir omkring 6,8 cm lång, honan 8 cm. 

## Utbredning
Den tagghuvade lövgrodan finns i Mexiko (Veracruz och norra Oaxaca), östra Honduras, centrala Costa Rica och centrala Panama.

## Vanor
Grodan finns i fuktig skog, både låglänt regnskog och bergsskogar upp till 2 000 m. I åtminstone Costa Rica och Panama kan den också återfinnas i människopåverkade miljöer som nyplanterad skog och kaffeplantager. Grodan är nattaktiv utom under parningstiden, och vistas gärna i bananplantor och bromelior.

### Fortplantning
Äggen läggs dagtid i vattenfyllda trädhål och växter, bland annat bromelior och bambuskott. Hanen och honan besöker yngelplatsen flera gånger, och kan lägga mellan 50 och 300 ägg. Efter omkring en vecka kläcks upp till 25 av dessa. Inom 2 veckor återvänder honan, antingen ensam eller tillsammans med hanen, och lägger mellan 10 och 30 ägg. Är honan ensam och äggen är obefruktade, tjänar de direkt som föda åt ynglen. Är hanen närvarande och befruktar äggen, kommer de resulterande grodynglen att ätas upp av sina större syskon. Honan (och eventuellt hanen) kan på detta sätt besöka yngelplatsen upp till 30 gånger. Förvandlingen sker efter 60 till 132 dagar då totalt upptill 16 fullbildade grodor kommer fram. 

## Status
Den tagghuvade lövgrodan är klassificerad som livskraftig ("LC") av IUCN, men populationen minskar, främst på grund av svåra störningar och habitatförlust till följd av jordbruk och småskalig skogsavverkning.